# Jean Étienne Duby
Jean Étienne Duby (ur. 15 lutego 1798 w Genewie, zm. 24 listopada 1885 tamże) – szwajcarski duchowny, botanik i mykolog.
Studiował teologię na Akademii Genewskiej, w 1820 r. został wyświęcony. Od 1831 do 1863 był pastorem w Eaux-Vives w Genewie.
Oprócz pracy duszpasterskiej zajmował się także botaniką. W 1824 r. uzyskał dyplom z nauk przyrodniczych. Jako młody człowiek był pod wpływem Augustyna Pyramusa de Candolle i przyczynił się do publikacji wydanego w latach 1828-1830 dzieła Botanicon gallicum; seu Synopsis plantarum in Flora gallica descriptarum. Specjalizował się w badaniach nad roślinami kryptogamicznymi, w tym badaniach nad mchami europejskimi i egzotycznymi, oraz pracach taksonomicznych dotyczących rodzaju krasnorostów Ceramium. Oprócz pracy nad roślinami kryptogamicznymi prowadził badania nad rodziną pierwiosnkowatych.
W latach 1860–61 przewodniczył Société de physique et d'histoire naturelle w Genewie. Był także członkiem korespondentem Paryskiego Towarzystwa Biologicznego i Moskiewskiego Towarzystwa Przyrodników. Dziś jego zielnik jest częścią „zielnika ogólnego” Konserwatorium i Ogrodów Botanicznych Genewy.
Przy nazwach naukowych utworzonych przez niego taksonów dodawane jest jego nazwisko Duby.